# Fernando Mendes (Fußballspieler, 1966)
Fernando Mendes (* 5. November 1966 in Setúbal) ist ein ehemaliger portugiesischer Fußballspieler, der portugiesischer Meister, Pokalsieger und Superpokalsieger wurde.

## Dopingskandal
Aufsehen erregte Fernando Mendes durch die Offenlegung der damaligen Dopingpraktiken in seiner Biografie „Schmutziges Spiel“. In dieser gab er bekannt, dass den Profis „Pervitin, Centramine, Ozotin, Koffein und anderes“ zur Verfügung standen. Es wurden Injektionen verabreicht, die sofort wirkten, oder Tabletten, die eine Stunde benötigten. Die Dosis war bei jedem Spieler unterschiedlich und hing von dessen Körpergewicht, Fitnesszustand und dem Zeitpunkt der letzten Verabreichung ab. Die Mittel wurden kurz vor dem Spiel, in der Halbzeitpause oder danach verabreicht. Konkret nannte Mendes auch die Verabreichung einer fingernagelgroßen Pervitinspritze, durch die er fast jedes Kopfballduell gegen einen ihm körperlich überlegenen, extrem sprungkräftigen Spieler gewann. 
Er schilderte auch, dass die Auswirkungen neuer Mittel auf die fußballspezifische Leistungsfähigkeit bei jungen Spielern getestet wurden. Diesen wurde gesagt, dass es sich nur um Vitamine handele.

## Erfolge
- 1988: portugiesischer Superpokalsieger mit Sporting Lissabon
- 1990: portugiesischer Superpokalsieger mit Benfica Lissabon
- 1990/91: portugiesischer Meister mit Benfica Lissabon
- 1992: portugiesischer Pokalsieger mit	Boavista Porto FC
- 1993: portugiesischer Pokalsieger mit	Benfica Lissabon
- 1993: portugiesischer Superpokalsieger mit Benfica Lissabon
- 1996/97: portugiesischer Meister mit FC Porto
- 1997: portugiesischer Superpokalsieger mit FC Porto
- 1997/98: portugiesischer Meister mit FC Porto
- 1998: portugiesischer Pokalsieger mit	FC Porto
- 1998/99: portugiesischer Meister mit FC Porto
- 1999: portugiesischer Superpokalsieger mit FC Porto